# Какошин Віктор Олександрович
Какошин (Кокошин) Віктор Олександрович (11 жовтня 1957, Київ) — український академічний веслувальник, майстер спорту міжнародного класу (1979).
Бронзовий призер Олімпійських Ігор 1980 року в складі вісімки.

## Біографія
Закінчив Київський інститут інженерів цивільної авіації (1981) та Київський інститут фізичної культури (1989). У складі вісімки став бронзовим призером XXII Олімпійських ігор у Москві (1980) та чемпіонату світу 1979 (Югославія). Чемпіон СРСР (1980), володар Кубка СРСР (1981—1983), багаторазовий чемпіон України.
У 1979—1982 роках виступав за збірну команду СРСР, представляючи спортивне товариство «Динамо» (Київ). Його тренером був Леонід Каневський.